# Требенна
Требенна — давньоримське місто, руїни якого збереглися на заході від міста Анталія в Туреччині. Розташоване в історичному регіоні Лікія.

## Розташування
Пам'ятка розташована в 17 км на захід від міста Анталія, неподалік сіл Геїкбаїри (Карджібаїри) та Чагларджа в районі Коньяалти. Руїни середньовічної фортеці займають верхівку пагорбу на північних відрогах гори Сіврідаг.

## Історія
Походження назви невідоме, вона не трапляється у творах античних авторів, а встановлена лише за монетами та написами, знайденими при розкопках міста, а також у сусідніх поселеннях. Найбільш детальна інформація наведена в написах на так званому «патарському дороговказі», знайденому на руїнах давнього лікійського міста Патара, де описуються дороги, що пов'язують Патару з різними частинами Лікії. Монумент датується періодом правління давньоримського імператора Клавдія (41-59 роки н. е.). Там були вказані відстані від «Трабенни» до міст Типаллія (асоціюється з руїнами на перевалі в 15 км на південь від Требенни), Атталея (сучасна Анталія), Онобара (руїни на дорозі між Геделером та Ісарчандіром). Конкретні відстані не збереглися, але регіон цілком відповідає розташуванню пам'ятки. 
Декілька написів на могилах вказують, що на початку III століття н. е. Требенні належало поселення Онобара. Натомість більш давні джерела III-II століть до н. е. свідчать, що північному місту Термессос належала Типаллія, що розташована на південь від Требенни. Через це дослідники вважають, що на той час Требенни ще не існувало, що підтверджується відсутністю археологічних шарів того періоду.
На території пам'ятки знайдено основу статуї імператора Адріана (129-138), а також відомо, що подібні статуї були побудовані в багатьох містах, які імператор відвідав під час мандрівки азійськими провінціями у 130-131 роках.
У III столітті нашої ери місто входило до складу Лікійської ліги. 242 року імператор Гордіан III, який подорожував азійськими провінціями, надав Требенні право карбувати власну монету (як і багатьом навколишнім містам). З тих пір назва міста з'являється на монетах. Того ж періоду побудований еклізіастерій, присвячений невідомому імператору (ім'я стерто), а також місцевому меценату на ім'я Солон.
До початку XXI століття збереглися лише середньовічні укріплення, а також більш давні фрагменти написів і саркофаги.